# Villa d’Adda
Villa d’Adda (Éla d'Ada) – miejscowość i gmina we Włoszech, w regionie Lombardia, w prowincji Bergamo.
Według danych na styczeń 2009 gminę zamieszkiwało 4714 osób przy gęstości zaludnienia 785,7 os./1 km².